# 椰撻
椰撻（英語：Coconut Tart），又稱椰子塔，是香港的一種餡餅，常見於昔日香港的西餅店，被認為是一種香港舊式西餅。

## 概要

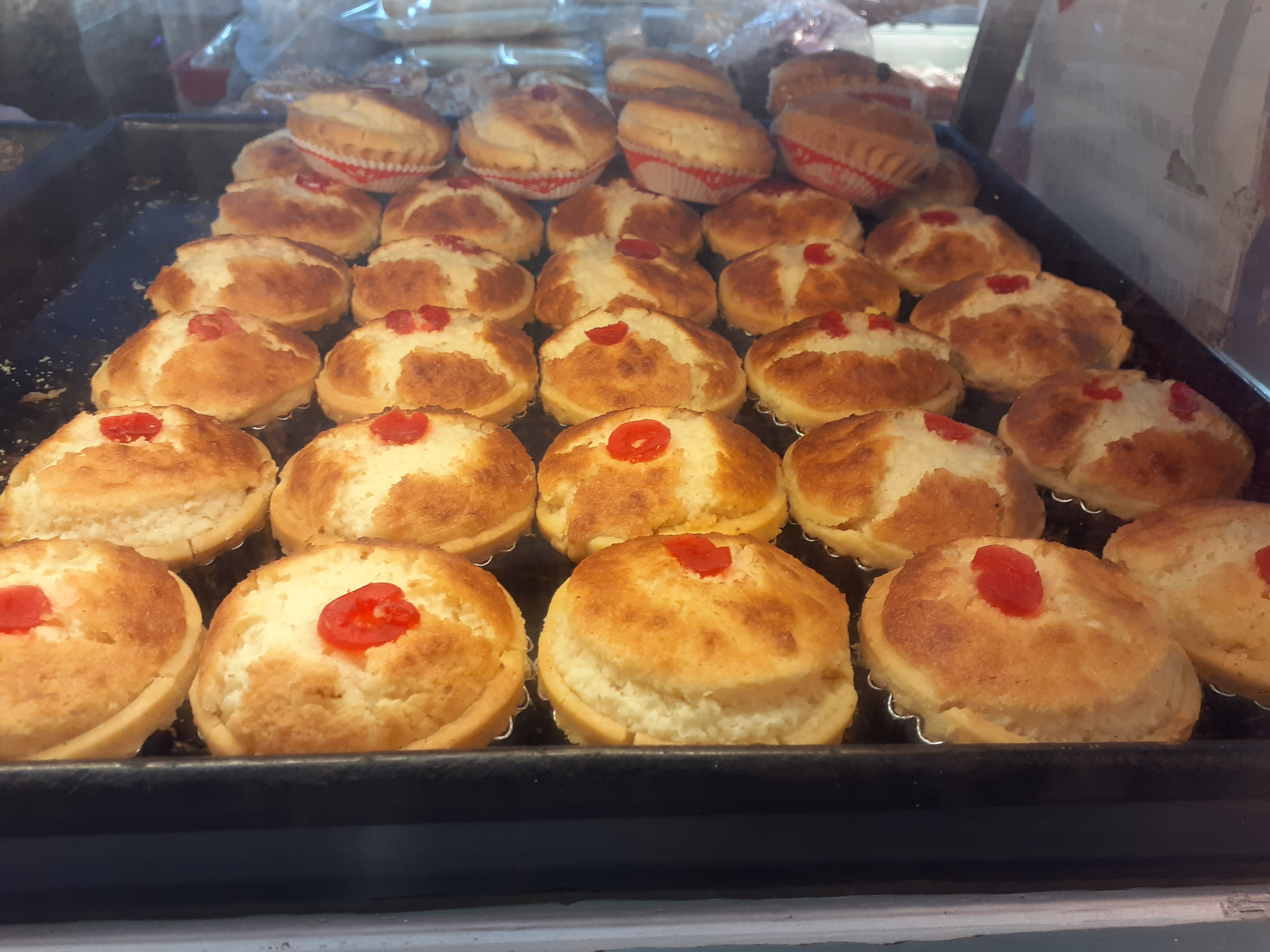
西餅店的一盤椰撻

椰撻與蛋撻相似，均為小圓盆狀的撻皮，但餡料由砂糖、麵粉、雞蛋和椰絲混合製成，雞蛋的用量比蛋撻少。由於加入了椰絲，椰撻的餡料充滿椰子的香味，在撻面的中央往往會有一顆已去核的櫻桃做裝飾。與蛋撻的另一個分別，是椰撻的撻皮一般只會做成牛油曲奇的類型，較少使用酥皮撻皮，香港市面的西餅店售賣的椰撻，也很少如蛋撻般有曲奇皮和酥皮供顧客選擇。
相比起蛋撻要剛剛出爐才會有最佳口感，椰撻的味道就較不受溫度影響，保存也較容易，而售價一般會比蛋撻便宜。

## 外部連接
维基共享资源上的相關多媒體資源：椰撻